# Генева къща
Геневата къща (на гръцки: Κτίριο Γενή) е архитектурна забележителност в град Солун, Гърция.

## Местоположение
Имението е разположено на улица „Василевс Ираклиос“  № 7.

## История
Сградата е построена в 1925 година в парцел 136/8 от пожарната зона по планове на Салваторе Позели за бизнесмена Аврам (Алберт) Самуил Гени, който се занимава с търговия на фотографски предмети и тъкани. Обявена е за защитен паметник в 1983 година.

## Архитектура
В архитектурно отношение е сграда с мазе, партер с мецанин и два етажа. На приземния етаж са разположени два магазина, като входът на сградата заема централно място, а на всеки от етажите има по три офиса. Сградата е организирана тримерно във вид и план. Централната вертикална ос е подчертана от двукрилата централна врата с решетка, увенчана с фронтон на приземния етаж и от двата централни балкона на първите етажи. Декоративни елементи като меандъра на преградите на първия етаж или фронтона на входа може би са последваща интервенция.